# Station Grenaa
Station Grenaa is een station in Grenaa, Denemarken. Grenaa is het eindpunt van de lijn Aarhus - Grenaa. In het verleden was er ook een lijn naar Randers. Sinds de invoering van het regionale treinsysteem Aarhus Nærbane is er via Aarhus een doorgaande verbinding van Grenaa naar Odder.